# Verbraucherkreditgesetz (Deutschland)
Das Verbraucherkreditgesetz (VerbrKrG) gehörte zu den Gesetzen, die vornehmlich den Verbraucherschutz sicherstellen wollten. Insbesondere sollte damit auf die modernen Entwicklungen im Kreditgewerbe reagiert werden. Mit dem Schuldrechtsmodernisierungsgesetz von 2001 wurde das Verbraucherkreditgesetz zum 1. Januar 2002 aufgehoben. Das Recht der Verbraucherdarlehensverträge ist seither im BGB geregelt. Das Verbraucherkreditgesetz war nach Art. 229 § 5 EGBGB bis zum 1. Januar 2003 auf Verträge, die vor dem 1. Januar 2002 abgeschlossen wurden, anwendbar, sofern es sich – wie im Regelfall – um Dauerschuldverhältnisse handelt. Nunmehr sind allein die Vorschriften des BGB anwendbar.
Neben dem AGB-Gesetz, dem Haustürwiderrufsgesetz, dem Teilzeit-Wohnrechtegesetz und dem Fernabsatzgesetz war das Verbraucherkreditgesetz von besonderer Bedeutung, da es die im modernen Rechtsverkehr häufigen Verbraucherkreditverträge regelte. Der im alten Bürgerlichen Gesetzbuch geregelte Darlehensvertrag war zu unflexibel, um den Anforderungen zu genügen. Zudem musste der deutsche Gesetzgeber auf die Richtlinie 87/102/EWG vom 22. Dezember 1986 reagieren. Mit dem Schuldrechtsmodernisierungsgesetz wurde das Verbraucherkreditgesetz in die §§ 491–498 BGB (für das Verbraucherdarlehen) und §§ 499–506 BGB (für sonstige Finanzierungshilfen wie Zahlungsaufschübe, Finanzierungsleasing und Teilzahlungsgeschäfte, d.s. Ratengeschäfte) aufgenommen. Zuvor galt das Abzahlungsgesetz aus dem Jahre 1894, das die Entwicklungen der Finanzierungsmöglichkeiten nicht absehen konnte.
Weil der EuGH im Dezember 2001 hinsichtlich des Verbraucherdarlehensvertrages bei Immobiliargeschäften eine richtungsweisende Entscheidung erließ (1. sog. „Schrottimmobilien“-Urteil, C-481/99), war bereits vor Außerkrafttreten des Verbraucherkreditgesetzes eine Änderung der Vorschriften notwendig. Der Gesetzgeber hat die Neufassung mit ihrem Regelungsgehalt ab dem 1. November 2002 gelten lassen.
Für die unter das Verbraucherkreditgesetz fallenden Geschäfte war die Schriftform zwingend, wenn das Darlehen erheblich war. Ferner wurde eine Widerrufsmöglichkeit vorgesehen. 